# Župnija Šentjanž pri Dravogradu
Župnija Šentjanž pri Dravogradu je rimskokatoliška teritorialna župnija Dekanije Dravograd - Mežiška dolina Koroškega naddekanata, ki je del Nadškofije Maribor.
Župnijska cerkev je Cerkev svetega Janeza Krstnika.